# Борки (Березинський район)
Борки (біл. вёска Боркі) — село в складі Березинського району Мінської області, Білорусь. Село підпорядковане Поплавській сільській раді, розташоване в східній частині області.